# 我 (印度教)
我（Ātman），音譯阿特曼，梵文名詞，意為真我，與假我（Ahamkara）、識心（citta）及具身（Prakṛti）不同，此詞常指純粹的意識。為了獲得解脫，人須要獲得關於真我的知識。
相關理論源自古婆羅門教，在流行於印度的各個宗教教內普遍被接受（佛教除外），被視為是輪迴的根基，後被印度教承襲。在印度教所提出的不二論中，上梵與梵我是同一的，梵是吠陀教教義中的終極實在，也是超越和不可規範的唯一實在，它被視為是精神與物質的第一原理或第一因。佛教不認可這個理論，其宣稱一切法無我(anatta)。古代漢譯典籍中就將其譯為“我”，不與普通的人稱指代加以區別化，現今學者常把它譯為“梵我”以示區別，也有意譯為主體，或俗稱的靈魂。

## 字源
在梵文與巴利文中的我（巴利文：atta），源起於共同的印欧语系字根，原義是呼吸。古英文中的 ，德文中的 Atem，與希臘文的前綴字atmo-，都來自於同一字根。

## 概論
不少奧義書宣稱每個人的內在自我，與離物的本源梵為一體，又稱梵我、小梵。它本身常住不變，清淨不受污染，也是輪迴的基礎。通過宗教修行，與梵回到合一，即是解脫，吠檀多派繼承此概念。

## 吠檀多派的觀點
在吠檀多派的思想中，梵我與外教教義中的離藴我並不一樣，外教認為離藴我是離五蘊而存在的自我，例如小乘佛教認為心蘊是能夠離色蘊而活動者，但印度教認為心我不是梵我。此外，耆那教認為命我是永存不滅的靈魂 而不是非命（如神識及物體），儘管身軀會死亡，不過神魄永遠不會消亡，而且它會不斷投胎轉世，但在印度教教義中，命根與魂魄不是同一的，吠檀多派認為梵我是自我元意識，它是對於自我的意識的源頭。這個「我」（'I'）被認為是感知者，也就是常我（Self）。
印度教創立者阿迪·商羯羅聲稱作為自我意識的命梵我（jivatman）是輪迴的主體，但它不是梵我。商羯羅聲稱梵我是負責觀察和感知事物的心靈物，但梵我既不是自己（self），也不是自我（ego），更不是心靈或身體，原因是自我能夠成為被觀察的物質物，如果梵我就是自我，那麼梵我就會成為被觀察的對象，但由於一個觀察者不能夠同時是被它自身觀察的對象，因此如果梵我成為被觀察的對象，便會出現誰或甚麼在觀察梵我這個問題，從而陷入無限倒退這一邏輯困境中，故此商羯羅聲稱自我只是心智所產生的概念 而不是梵我，但商羯羅也指出如果梵我無法被觀察和分析等等，那麼就沒有方法能夠被用以證明梵我存在，商羯羅藉此揭示了梵我的超然性，其哲學思想影響了後世的很多哲學家。
值得注意的是，與佛教所抨擊的一些常見的關於自我的觀點不同，吠檀多派認為梵我不是負責控制諸蘊去作出各種行為的操控者，其認為梵我只是負責經歷各種情緒及念頭的流動的感知者，並且認為其超然於被現顯出來的物質世界。

## 神我
神我是婆羅門教教內的數論派思想中的核心概念。在《梨俱吠陀》，宇宙源於最初的原人。數論派繼承此觀念，提出“神我”與“本性”之二元論哲學，用來與吠檀多主義“梵我幻”不二論相抗衡。數論派，立二十五諦，以本性作為第一諦，稱為自性諦。又稱原質、冥性、冥諦、冥態（梵tamas）、勝因（梵pradhāna）、勝性。本性為神我所受用，能生中間二十三諦（覺、我慢、五知根、心根、五作根、五唯、五大），為世間一切變化的根本原因，也是一切現象生成的原因。
數論派認為，神我被細微身所包裹，位於身體的最核心，當死亡時，會離開身體，進入下一輪迴。因其為輪迴的根本，所以又稱因果身，或因果體。
與作為純粹意識的命梵我不同，神我更像是一個能夠發揮主導性作用的君王，跟古時中醫學理論中具有心主神明之作用的藏神這個概念很相似。 《广林奥义书》宣稱：「于是其心端之光明炽盛，以其光明照耀也，性灵（神我）遂或由眼，或由顶，或由身体余处转离（其身），以其转离也，生命随之而离，以生命之出离也，生命诸气息皆随之而离；彼则化为智识身，有智识者随之（而俱）离转。于是彼之明、业、夙慧，皆正得之。」根據這種説法，神我不仅单独存在，而且处于具主导性的君王地位，其它的要素都是其奴仆及随从。

## 佛教的觀點
初期佛教吸收了奧義書所提出的部份關於輪迴的説法，但否定了古婆羅門教的部份觀點的正確性，佛教認可非我論，其認為五蘊身心的一切，包括識蘊，皆是苦的、空的、無常的、無我的，即所謂「妄心無我」，這與認為在實體層面上有一個常住妙樂的真心梵我的識所成我論形成鮮明對比。

## 外部連結
- 梵我一如